# Khúc côn cầu trên cỏ tại Đại hội Thể thao châu Á 2018 – Đội tuyển Nam
Mười hai đội tuyển quốc gia đã tranh tài ở nội dung khúc côn cầu trên cỏ nam tại Đại hội Thể thao châu Á 2018 ở Indonesia. Mỗi đội bao gồm mười tám vận động viên.

## Bảng A

### Ấn Độ
Sau đây là đội hình của đội tuyển Ấn Độ tham dự nội dung khúc côn cầu trên cỏ - giải đấu nam của Đại hội Thể thao châu Á 2018.
Huấn luyện viên trưởng:  Harendra Singh
1. Harmanpreet Singh
2. Dilpreet Singh
3. Rupinder Pal Singh
4. Surender Kumar
5. Manpreet Singh
6. Sardara Singh
7. Simranjeet Singh
8. Mandeep Singh
9. Lalit Upadhyay
10. P. R. Sreejesh (C, GK)
11. Krishan Pathak (GK)
12. Varun Kumar
13. S. V. Sunil
14. Birendra Lakra
15. Akashdeep Singh
16. Chinglensana Singh
17. Amit Rohidas
18. Vivek Prasad

### Hàn Quốc
Sau đây là đội hình của đội tuyển Hàn Quốc tham dự nội dung Khúc côn cầu trên cỏ - Giải đấu nam của Đại hội Thể thao châu Á 2018
Huấn luyện viên trưởng:  Kim Young-kyu
1. Hong Doo-pyo (GK)
2. Lee Se-yong (GK)
3. Rim Jin-kang
4. Yang Ji-hun
5. Jung Man-jae (C)
6. Hwang Weon-ki
7. Hwang Tae-il
8. Kim Jung-hoo
9. Lee Jung-jun
10. Seo In-woo
11. Bae Jong-suk
12. Jeong Jun-woo
13. Kim Seong-kyu
14. Kim Hyeong-jin
15. Kim Sung-yeob
16. Lee Dae-yeol
17. Jang Jong-hyun
18. Kim Ki-hoon

### Nhật Bản
Sau đây là đội hình của đội tuyển Nhật Bản tham dự nội dung Khúc côn cầu trên cỏ - Giải đấu nam của Đại hội Thể thao châu Á 2018
Huấn luyện viên trưởng:  Siegfried Aikman
1. Koji Yamasaki
2. Genki Mitani
3. Seren Tanaka
4. Hiromasa Ochiai
5. Kazuma Murata
6. Suguru Hoshi
7. Kenta Tanaka
8. Kenji Kitazato
9. Manabu Yamashita (C)
10. Kaito Tanaka
11. Kentaro Fukuda
12. Masaki Ohashi
13. Shota Yamada
14. Yusuke Takano (GK)
15. Hirotaka Zendana
16. Takashi Yoshikawa (GK)
17. Kota Watanabe
18. Yoshiki Kirishita

### Sri Lanka
Sau đây là đội hình của đội tuyển Sri Lanka tham dự nội dung Khúc côn cầu trên cỏ - Giải đấu nam của Đại hội Thể thao châu Á 2018. Đội tuyển gồm có 18 vận động viên.
1. Chamilka Mahabaduge (GK)
2. Dhammika Ranasingha
3. Ishanka Doranegala (C)
4. Pushpa Hendeniya
5. Harindra Dharmarathna
6. Tharanga Gunawardana
7. Sanjeewe Malegodagamage
8. Vipul Warnakula
9. Sandaruwan Sudusinghe
10. Nalantha Karunamunige
11. Rajitha Kulathunga
12. Gihan Rathnayake
13. Ravidu Bothale
14. Pramudya Fernando
15. Dinesh Don Abraham
16. Lahiru Panthie
17. Tharindu Hendeniya (GK)
18. Anuradha Rathnayake

### Hồng Kông
Sau đây là đội hình của đội tuyển Hồng Kông tham dự nội dung Khúc côn cầu trên cỏ - Giải đấu nam của Đại hội Thể thao châu Á 2018
Huấn luyện viên trưởng:  Fabian Gregory
1. Chan Hou-Fong (GK)
2. Tse Man Chun
3. Felix Iu Chi Him
4. Yu Chi Wai
5. Yu Chun Hin
6. Chan Ka Chun
7. Chuen Kwun Wa
8. Angus Chan
9. Tso Tsz Fung
10. Michael Chung Yan Chun (GK)
11. Davis Kwok Chun Ting
12. Gabriel Tsoi
13. Siu Chung Ming (C)
14. Windfall Monthong
15. Ho Ching
16. Martin Tsang
17. Marco Yu
18. Jasper Au

### Indonesia
Sau đây là đội hình của đội tuyển Indonesia tham dự nội dung Khúc côn cầu trên cỏ - Giải đấu nam của Đại hội Thể thao châu Á 2018
Huấn luyện viên trưởng:  Lim Chow Chuan
1. Wahid Hakim
2. Sadli Septiansyah
3. Nanda Rahman
4. Daarul Quthni
5. Iexy Kristianto
6. Richard Aunalal
7. Ardam
8. Hendri Mulia
9. Alfandy Prastyo
10. Jerry Efendi
11. Budi Romansyah (C)
12. Bara Audah
13. Astri Rahmad
14. Aulia Al Ardh
15. Gamma Rahmatullah
16. Ahmad Hikmat (GK)
17. Dea Dwi Permana (GK)
18. Haris Siregar

## Bảng B

### Malaysia
Sau đây là đội hình của đội tuyển Malaysia tham dự nội dung Khúc côn cầu trên cỏ - Giải đấu nam của Đại hội Thể thao châu Á 2018
Huấn luyện viên trưởng:  Stephen van Huizen
1. Marhan Jalil
2. Fitri Saari
3. Joel van Huizen
4. Faizal Saari
5. Syed Syafiq Syed Cholan
6. Sukri Mutalib (C)
7. Firhan Ashaari
8. Amirul Aideed
9. Nabil Fiqri
10. Kumar Subramaniam (GK)
11. Razie Rahim
12. Faiz Helmi Jali
13. Azri Hassan
14. Meor Azuan Hassan
15. Tengku Ahmad Tajuddin
16. Nik Aiman Nik Rozemi
17. Shahril Saabah
18. Hairi Rahman (GK)

### Pakistan
Sau đây là đội hình của đội tuyển Pakistan tham dự nội dung Khúc côn cầu trên cỏ - Giải đấu nam của Đại hội Thể thao châu Á 2018.
Huấn luyện viên trưởng:  Roelant Oltmans
1. Imran Butt (GK)
2. Mubashar Ali
3. Toseeq Arshad
4. Rashid Mehmood
5. Muhammad Dilber
6. Muhammad Irfan
7. Ali Shan
8. Rizwan Ali (C)
9. Amjad Ali (GK)
10. Junaid Manzoor
11. Muhammad Umar Bhutta
12. Ammad Butt
13. Shafqat Rasool
14. Muhammad Atiq
15. Muhammad Faisal Qadir
16. Ajaz Ahmad
17. Tasawar Abbas
18. Abu Mahmood

### Bangladesh
Sau đây là đội hình của đội tuyển Bangladesh tham dự nội dung Khúc côn cầu trên cỏ - Giải đấu nam của Đại hội Thể thao châu Á 2018.
Huấn luyện viên trưởng:  Gobinathan Krishnamurthy
1. Asim Gope (GK)
2. Mamunur Rahman Chayan
3. Farhad Shetul
4. Khorshadur Rahman
5. Imran Hasan
6. Roman Sarkar
7. Rashel Mahmud
8. Fazla Rabby
9. Milon Hossain
10. Mainul Islam
11. A.H.M. Kamruzzaman
12. Puskar Khisa
13. Sobuj Shohanur
14. Sarower Hossain
15. Naim Uddin
16. Ashraful Islam
17. Arshad Hossain
18. Abu Nippon (GK)

### Oman
Sau đây là đội hình của đội tuyển Oman tham dự nội dung Khúc côn cầu trên cỏ - Giải đấu nam của Đại hội Thể thao châu Á 2018.
Huấn luyện viên trưởng:  Tahir Zaman
1. Muhanna Al-Hasani
2. Ammaar Al-Shaaibi
3. Younis Al-Nofli
4. Qosim Al-Shibli
5. Mahmood Al-Hasni (C)
6. Asaad Mubarak Al-Qasmi
7. Marwan Al-Raiisi
8. Basim Khatar Rajab
9. Khalid Al-Shaaibi
10. Faisal Ambork Alloun
11. Salah Al-Saadi
12. Imad Al-Hasani
13. Fahad Al-Noufali (GK)
14. Rashad Al-Fazari
15. Ali Salim Al-Zadjali
16. Ibrahim Al-Farsi (GK)
17. Sami Al-Laun
18. Mahmood Bait Shamaiaa

### Thái Lan
Sau đây là đội hình của đội tuyển Thái Lan tham dự nội dung Khúc côn cầu trên cỏ - Giải đấu nam của Đại hội Thể thao châu Á 2018.
Huấn luyện viên trưởng:  Kim Kyung-soo
1. Suriphong Jongjum (GK)
2. Theerachai Sansamran
3. Thanop Kampanthong
4. Chakan Boonmee
5. Sadakorn Vimuttanon (C)
6. Aphiwat Thanperm
7. Nisman Maseela
8. Ratthawit Khamkong
9. Norrawich Intani
10. Seksit Samoechai
11. Borirak Harapan
12. Wallop Khamwong
13. Wirawat Singthong
14. Thanakrit Boon-Art
15. Wiros Yosiri
16. Adisuan Suphawong
17. Tanakit Juntakian
18. Sataporn Phakhunthod

### Kazakhstan
Sau đây là đội hình của đội tuyển Kazakhstan tham dự nội dung Khúc côn cầu trên cỏ - Giải đấu nam của Đại hội Thể thao châu Á 2018.
Huấn luyện viên trưởng:  Olga Urmanova
1. Daulet Urmanov
2. Elomon Ortikboyev
3. Ilgam Abdulabayev
4. Meirlan Toibekov
5. Maxat Zhokenbayev
6. Yermek Tashkeyev
7. Miras Zhakanov
8. Adilzhan Kudaibergen
9. Arsen Podolyakin
10. Aman Yelubayev
11. Yerzhan Yelubayev (GK)
12. Nurbol Kozhym
13. Yerkebulan Dyussebekov
14. Tilek Uzbek
15. Nurzhan Mukhamadiyev
16. Lenur Vishnyakov (GK)